# 5846 Hessen
För andra betydelser, se Hessen (olika betydelser).
5846 Hessen eller 1989 AW6 är en asteroid i huvudbältet som upptäcktes den 11 januari 1989 av den tyske astronomen Freimut Börngen vid Tautenburg-observatoriet. Den är uppkallad efter det tyska förbundslandet Hessen.
Asteroiden har en diameter på ungefär 3 kilometer.